# 里法特·阿萨德
里法特·阿萨德（阿拉伯语：رفعت علي الأسد；1937年8月22日—），叙利亚政治、军事人物，曾任叙利亚副总统。他的长兄哈菲兹·阿萨德与侄子巴沙尔·阿萨德皆曾担任叙利亚总统。他生于拉塔基亚的卡尔达哈村，也是一名阿拉维派穆斯林，在家族中排行最小。
他因负责实施1982年的哈马大屠杀而知名，其後逼宮哈菲兹·阿萨德失敗，未能取而代之，被迫流亡海外。2021年才被允许返回叙利亚。 

## 哈菲兹·阿萨德统治时期
1970年哈菲兹·阿萨德发动纠正运动成为总统的过程中，里法特扮演了重要角色，当时他负责领导安全部队和国防部的一些精锐分子。在整个1970年代，以及1984年以前的10多年之中，他被廣泛認为是哈菲兹权位的继承人。
1982年2月，他指挥军队对哈马的穆斯林兄弟会反叛分子进行镇压，造成1万到4万人的死亡，整座城市几乎被毁。美国记者湯馬斯·佛里曼在他的书中记载道：里法特曾亲口承认有至少3.8万人在屠杀中死亡。

## 权力斗争失敗
1983年哈菲兹心脏出现了问题，于是他设立6人组成的委员会来管理国家事务，当时里法特被排除在外。委员会成员完全来自于效忠哈菲兹的逊尼派人士，因此阿拉维派控制的军方受到轻视。这导致了阿拉维派军官的担心，于是一些高级军官开始聚集在里法特周围，其他一些军官依然效忠于哈菲兹。里法特掌控的军队有超过5.5万名士兵，并有许多火砲、坦克、战机和直升机等装备。他领导的军队开始脱离大马士革的中央控制，并有意要继承哈菲兹的总统之位。因此分别效忠于兄弟俩人的势力出现了紧张的对立情绪。不过到了1984年，哈菲兹的身体康复了，重新全面控制军队。而里法特则被任命为副总统并负责一些安全事务，但这个职位仅仅是名义上的，而他原来担任的军队实权职务则被别人所代替，他被派到国外从事一些工作访问的事务，事實上展開流亡生涯，以前追随他的军人和支持者在后来全遭到了整肅。

## 流亡海外
1992年因为母亲去世，里法特回到叙利亚参加葬礼，并居住了一段时间，后来他被迫流亡于法国和西班牙，尽管在1998年以前他仍然是副总统。在国外他一直經商，他儿子Sumer也从事其中。不过1999年拉塔基亚镇压（示威活动）行动逮捕了大量支持里法特的人，彻底打断了他与叙利亚的联系。因为哈菲兹·阿萨德为了确保二子巴沙尔·阿萨德能顺利继位而不受到别人的威胁，于是要清除所有里法特在叙的残余势力。
里法特在法國举行抗议活动以反对巴沙尔任总统，因为他认为自己才是唯一合法的继承人。他还威胁说未来计划要回到叙利亚以确保“履行他对于叙利亚人的责任和义务”，他将会在“人民和军队支持他的情况下”实行民主和仁政。

## 返回叙利亚
2021年10月，巴沙尔总统允许他这位叔叔返回叙利亚，当时里法特已经在外流亡36年，他于法国乘坐飞机回国，10月7日到达首都大马士革。

## 家庭
他的子女在父亲与伯父翻脸后曾经断绝关系，原因是怕被伯父和后来堂兄清算。在知道伯父和堂兄没有清算他们的打算之后，他们才与恢复里法特重新保持关系。其中儿子Sumer担任一个小的阿拉伯电视台—Arab News Network（ANN，该台在叙利亚被禁）的主管，该台传达利法特的声音。他本人担任一个政党或联盟——联合全国组织（al-tajammu` al-qawmi al-muwahhid）主席。
1970年代早期他在黎巴嫩创建了阿拉伯民主党（Arab Democratic Party），是一个由阿拉维派人士组成的黎巴嫩小党，在黎巴嫩内战期间，该党效忠于叙利亚政府，目前该党领导人Ali Eid是巴沙尔·阿萨德的支持者。

## 外国对他的支持
沙特阿拉伯国王阿卜杜拉与他关系比较亲密，阿卜杜拉与利法特妻子的一个姐妹结了婚。2007年他公开访问过沙烏地王室。
曾有报道说他曾向以色列寻求帮助，他还与一些被驱逐的穆斯林兄弟会成员取得联系。伊拉克战争后，有媒体报道说他与美国政府代表进行谈话，以寻求美国帮助他与其他反对派组织组成一个反对巴沙尔·阿萨德的联盟（类似于伊拉克的国民大会），目的是未来能取代巴沙尔政权。他还曾与伊拉克总理伊亚德·阿拉维举行过会谈。美国政治人物尤素夫·波丹斯基表示利法特希望能得到沙特和美国的支持和帮助。巴沙尔政府也一直关注着他的动向。

## 国际指控
2024年3月12日，瑞士总检察长办公室宣布对法特·阿萨德进行审判，罪名是自1982年担任叙利亚军队指挥官以来犯下的战争罪和反人类罪。瑞士总检察长办公室在声明中表示，1982年2月，里法特·阿塞德在西部城市哈马负责军队时，被指控「在担任以国防旅指挥官和哈马行动指挥官的身份下令杀人、实施酷刑、虐待和非法拘留」。根据瑞士检察官的起诉书，叙利亚武装部队与伊斯兰对手之间的冲突在哈马造成3,000至60,000人死亡，其中大部分是平民。